# Fröhlicher Feierabend
Der Fröhliche Feierabend war eine volkstümliche Unterhaltungssendung, die als Radiosendung vom Süddeutschen Rundfunk und als Fernsehsendung vom Südwestrundfunk – vereinzelt auch in Kooperation mit dem Saarländischen Rundfunk – produziert und ausgestrahlt wurde. Die Sendung startete als Rundfunksendung im Programm SDR 1 und wurde 1972 bis 1992 von Oscar Müller moderiert. Im SWR Fernsehen feierte die Sendung am 29. September 2000 mit Tony Marshall Premiere. Weitere Moderatoren waren Sonja Faber-Schrecklein und ab 2005 bis 2011 Hansy Vogt. Zwischen 2003 und 2004 wurde das Duo Schrecklein und Marshall von Außenreporter Ernst-Marcus Thomas unterstützt.

## Inhalt
Der Fröhliche Feierabend war eine Mischung aus Schlager und Volksmusik, Komik sowie Wissenswertem über die Gastorte. Für die Fernsehsendung wurde abwechselnd in Orten in Baden-Württemberg und Rheinland-Pfalz produziert; einzelne Sendungen wurden auch im Saarland und Hessen gedreht und in Kooperation von Südwestrundfunk und Saarländischem Rundfunk produziert.